# Cattedrale dell'Immacolata Concezione (Abaetetuba)
La cattedrale dell'Immacolata Concezione è la cattedrale di Abaetetuba, città brasiliana nello Stato del Pará che sorge sulla sponda meridionale del rio Maratauíra.
La chiesa è sede della cattedra vescovile della diocesi di Abaetetuba in Brasile.

## Storia
La chiesa della Immacolata Concezione fu iniziata per volontà di padre Luiz Varella negli anni venti e quasi conclusa, sotto la supervisione di padre Ignacio de Magalhaes nel 1936, dopo una serie di campagne di raccolta di fondi per la costruzione, i cui tesorieri furono prima Francisco de Assunçao dos Santos Rosado e poi Antonio de Castro. I direttori dei lavori furono lo spagnolo Antonio Barbado e Galo Mouro.
La chiesa fu inaugurata nel 1939 mentre nel 1940 fu traslata la statua dell'Immacolata Concezione.
I padri cappuccini ampliarono la chiesa, innalzando nel 1942 il campanile con orologi e campane.
Negli anni sessanta i padri saveriani trasformarono la chiesa in una cattedrale incentrata sulla devozione verso Gesù Cristo e per questo motivo tolsero dagli interni molte immagini di santi posti precedentemente per devozione popolare.